# Hachem
Hachem è un comune dell'Algeria, situato nella provincia di Mascara.